# Manzonismo
Per manzonismo si intende quella corrente linguistica e letteraria che caratterizzò parte della storia della letteratura e della lingua italiana nel secondo Ottocento, caratterizzata da un forte fiorentinismo e da una struttura morfosintattica e ideologica facente riferimento a I promessi sposi di Alessandro Manzoni.

## Sviluppo del manzonismo
All'indomani della pubblicazione de I promessi sposi, numerosi letterati seguirono la scia del Manzoni in campo linguistico e ideologico: Ruggiero Bonghi ed Edmondo de Amicis ne seguirono pedessiquamente il modello linguistico all'interno delle loro opere, mentre Luigi Gualiteri e Antonio Balbiani portarono il loro attaccamento al modello manzoniano nell'ambito prettamente creativo, quello che fu definito «parassitismo manzoneggiante», e che spinse i due romanzieri a produrre da un lato L'Innominato, dall'altro Lasco il bandito della Valsassina, o sessant'anni dopo i Promessi Sposi, I figli di Renzo Tramaglino e di Lucia Mondella, L'ultimo della famiglia Tramaglino.
Il manzonismo ebbe modo di influire anche nella produzione letteraria di quel romanticismo lombardo che, dopo la scomparsa di Carlo Porta nel 1820, lasciò il Manzoni quale unico rappresentante del movimento romantico in quella regione: Cesare Cantù, Tommaso Grossi e il genero stesso del Manzoni, Massimo d'Azeglio, seguirono la lezione dell'inventore del romanzo moderno italiano. Ilaria Bonomi, oltre a sottolineare come anche la letteratura per l'infanzia italiana fosse stata segnata profondamente dalla lezione manzoniana (Carlo Collodi nel suo Pinocchio ed Edmondo de Amicis nel suo Cuore), ricorda anche che il manzonismo attecchì in autori distanti per formazione culturale, regionale e cronologica: Giovanni Verga, Luigi Pirandello e Carlo Emilio Gadda si ispirarono all'opera manzoniana per l'elaborazione dei loro romanzi.
Le critiche di coloro che invece avversavano il nuovo modello letterario (Giosué Carducci, gli Scapigliati milanesi) e che vanno a formare il fenomeno dell'antimanzonismo, come sottolineato da Oreste Munafò, fecero però anche sottolineare nei manzonisti più convinti (Francesco d'Ovidio, Edmondo de Amicis) come «nello stesso Manzoni non mancavano talora delle "leziosità" e delle "smancerie" in fatto di voci e locuzioni ostentatamente fiorentine» e che «certi scolari di lui [del Manzoni, n.d.a] ci avevano data la caricatura della naturalezza, non la naturalezza voluta di lui».